# Шатилов лес
Шатилов лес — лесной массив в Орловской области России. Расположен к востоку от города Орла, в окрестностях села Моховое.
Лес состоит из 17 участков общей площадью более 1082 га (в том числе залесённая часть 918 га). Искусственные насаждения занимают площадь 531 га. Основные участки леса располагаются в долине реки Раковка на её левом берегу. Под посадки были использованы по большей части неудобные (непахотные) земли.
Основная древесная порода — дуб черешчатый им занято 47 %, лиственница — 13 %, сосна — 11 %, ель — 8 %, берёза и осина — по 7 %, ясень, клён, вяз (ильм) и др. — 7 %. Возраст отдельных деревьев составляет 135—175 лет. Средний класс бонитета I и II. В лесу насчитывается около 140 видов деревьев и кустарников. Почвы леса преимущественно обыкновенные чернозёмы.

## История
Лес является одним из первых в России опытных объектов противоэрозионного лесоразведения в степных условиях. Первые защитные лесонасаждения в Моховом были созданы в 1821 году Ф. Х. Майером. В XIX веке лес принадлежал хозяевам имения Моховое И. Н. Шатилову и его сыну И. И. Шатилову. В 1949 году лес был признан памятником природы. 15 мая 2008 исключён из категории памятников природы регионального значения и рекомендован для создания ООПТ федерального значения статус.